# Datuk Zakaria Sulong

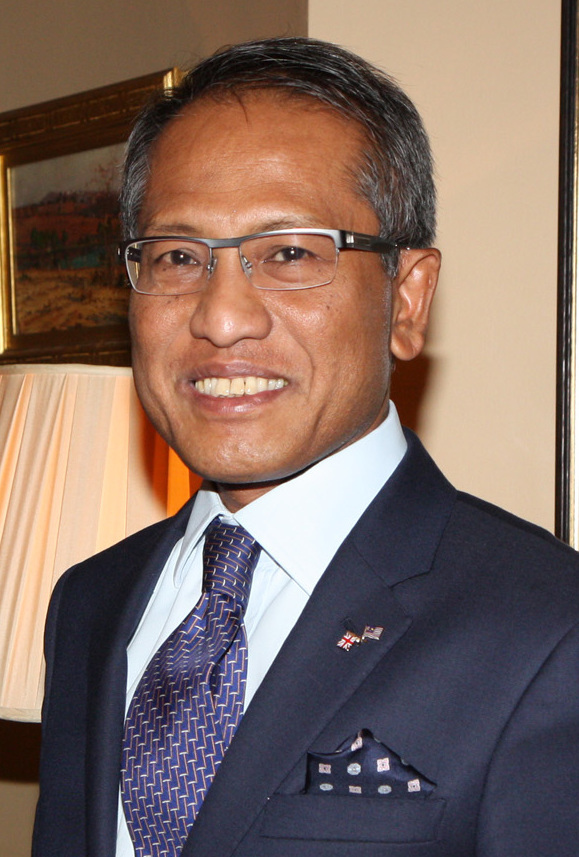
Datuk Zakaria Sulong, 2012

Datuk Zakaria Sulong (* 3. Dezember 1952 in Kuala Lumpur) ist ein malaysischer Diplomat.
Seit 1975 ist er im diplomatischen Dienst tätig. Unter anderem wirkte er im Ostasienreferat des Außenministeriums. Später arbeitete er in der Botschaft in Tokio, im Generalkonsulat in Pontianak und in der Botschaft in Bangkok. Zwischen 1989 und 1993 leitete er im Außenministerium das Referat „Südostasien II“ und später das Referat „Finanzen“. Von 1996 bis 1998 war er Generalkonsul in Hongkong. 2002 wurde er als Botschafter in Bosnien und Herzegowina eingesetzt. Seit 2007 arbeitet er als Botschafter in Berlin. Er spricht Englisch, ist verheiratet und hat drei Kinder.